# Provincia di El Collao

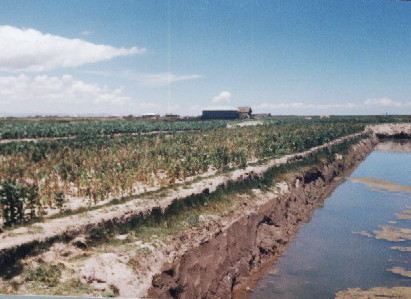

La provincia di El Collao è una delle 13 province della regione di Puno nel Perù.
Confina a est con la provincia di Chucuito e con la Bolivia; a nord con il lago Titicaca; a sud con la provincia di Candarave (regione di Tacna); a ovest con le province di Mariscal Nieto (regione di Moquegua) e Puno.
È stata istituita il 12 dicembre 1991 e il suo capoluogo è Ilave.

## Geografia antropica

### Suddivisioni amministrative
È divisa in 5 distretti:
- Ilave
- Capazo
- Conduriri
- Pilcuyo
- Santa Rosa

## Festività
- 30 agosto: Santa Rosa da Lima
- 8 dicembre: Immacolata Concezione